# Nemo iudex in causa sua
Nemo iudex in causa sua (ou nemo iudex in sua causa) é uma frase latina que significa, literalmente, que ninguém pode ser juiz em causa própria. A regra é aplicada de maneira estrita quando surge um possível viés, mesmo que não exista realmente um: "A justiça não deve apenas ser feita, ela deve aparentar ser feita".
Também pode ser formulada das seguintes maneiras:
- nemo iudex idoneus in propria causa est
- nemo iudex in parte sua
- nemo debet esse iudex in propria causa
- in propria causa nemo iudex

Outra máxima latina em conexão com essa é "escute a outra parte" (Audi alteram partem) que pode ser explicado de outra forma como algo no sentido de que uma oportunidade racional deve ser dada a cada uma das partes para apresentar o seu lado da história antes de ser feito o julgamento.